# George Telek
George Telek (Raluana (bij Rabaul, Nieuw-Brittannië), 1959) is een Papoea-Nieuw-Guinees zanger. Hij is een van de bekendste musici van Melanesië en zingt zowel in zijn moedertaal Kuanua als in het Tok Pisin.

## Levensloop
Telek begon zijn carrière in de jaren zeventig als leadzanger in zijn geboortedorp Raluana. Hij richtte de band Molachs Revival Band op waarmee hij eind jaren zeventig inmiddels zoveel bekendheid genoot, dat hij uitgenodigd werd voor optredens in de hoofdstad Port Moresby. In de jaren tachtig groeide zijn bekendheid verder uit tot buiten de landsgrenzen en kende hij met zijn band Painim Wok grote successen.
In 1997 kwam hij met zijn eerste soloalbum, genaamd Telek. Dit album werd bekroond met een ARIA Music Award van de Australian Recording Industry Association in de categorie Beste wereldmuziekalbum.
Na de opname van zijn tweede soloalbum in de studio van Peter Gabriel in Engeland toerde hij door verschillende Europese landen en in de Verenigde Staten. Tijdens het WOMAD-festival trad hij op voor 20.000 toehoorders.

## Soloalbums
- 1997: Telek
- 2000: Serious Tam
- 2004: Amette
- 2010: Akave

- International Standard Name Identifier: 0000 0004 6218 663X
- Library of Congress Control Number: no2003105002
- MusicBrainz: caa89c09-0e7e-49ba-a38b-5782c36906a5
- Virtual International Authority File: 51386172
- WorldCat: E39PBJxCBpKJKygxyRDPqt7GpP